# Demi-ton chromatique
En théorie de la musique, le demi-ton chromatique désigne une catégorie de demi-tons appartenant à l'échelle chromatique. Il est situé entre deux notes de même nom, l'une des deux étant altérée : par exemple entre do et do♯.
Dans la gamme tempérée sa valeur est égale à celle du demi-ton diatonique, et ajouté à ce dernier il vaut un ton :
```
1 demi-ton diatonique + 1 demi-ton chromatique = 1 ton
```

Le ton, le demi-ton diatonique et le demi-ton chromatique, sont les intervalles de base, les intervalles conjoints, qui par addition, permettent d'obtenir tous les autres intervalles : tierces, quartes, quintes, etc. Le demi-ton chromatique correspond à l'intervalle d'unisson augmenté, bien que cette appellation soit peu utilisée.
Dans la gamme naturelle de Zarlino son rapport de fréquence est de 25/24 légèrement inférieur à celui du demi-ton diatonique qui vaut 16/15. La somme des deux demi-tons forme le ton mineur dont le rapport de fréquence est 10/9. En effet : 16/15 × 25/24 = 10/9. Le demi-ton diatonique de Zarlino est aussi appelé demi-ton majeur et le demi-ton chromatique demi-ton mineur. Dans la gamme de Pythagore c'est l'inverse : le demi-ton chromatique est légèrement supérieur au demi-ton diatonique. Son rapport de fréquence est de 37/211 contre 28/35 pour le demi-ton diatonique. La somme des deux intervalles forment le ton majeur. En effet : (37 × 28) / (211 × 35) = 9/8. Le demi-ton chromatique de Pythagore est aussi nommé apotome et le demi-ton diatonique est aussi appelé limma. Dans le schéma ci-dessous il s'agit de cette gamme de Pythagore représentée avec le comma de Holder. L'octave est subdivisée en 53 unités. Le ton majeur vaut environ 9 unités, le demi-ton chromatique 5 unités et donc le demi-ton diatonique 4 unités : 9 × 5 + 4 × 2 = 53.
Dans ce fragment d'échelle chromatique, les accolades indiquent les tons. Chaque ton est divisé en neuf commas de Holder. Les demi-tons diatoniques sont laissés en blanc. Les notes intermédiaires figurant entre parenthèses, sont des notes altérées.